# Gran Premio motociclistico di Germania 1983
Il Gran Premio motociclistico di Germania fu il quarto appuntamento del motomondiale 1983.
Si svolse l'8 maggio 1983 ad Hockenheim, e corsero tutte le classi in singolo, oltre ai sidecars.
Le vittorie furono di Kenny Roberts in classe 500, Carlos Lavado in classe 250, Ángel Nieto in classe 125, Stefan Dörflinger in classe 50 e dell'equipaggio Egbert Streuer/Bernard Schnieders tra i sidecar.

## Classe 500
La gara è stata molto disturbata dalla pioggia che dapprima ha costretto a posticipare il via e in seguito ha obbligato ad interrompere la gara in anticipo rispetto ai 18 giri previsti. La classifica, al termine dei 15 giri disputati, ha visto la vittoria dello statunitense Kenny Roberts su Yamaha che ha preceduto le due Honda guidate dal giapponese Takazumi Katayama e dall'italiano Marco Lucchinelli.
La classifica iridata provvisoria vede ancora nettamente in testa lo statunitense Freddie Spencer, vincitore delle tre prove che hanno preceduto questa, che precede Roberts e Lucchinelli.

### Arrivati al traguardo
| Pos. | Pilota              | Moto   | Tempo    | Griglia | Punti |
| ---- | ------------------- | ------ | -------- | ------- | ----- |
| 1    | Kenny Roberts       | Yamaha | 32.54.40 | 2       | 15    |
| 2    | Takazumi Katayama   | Honda  | 33.01.77 | 8       | 12    |
| 3    | Marco Lucchinelli   | Honda  | 33.02.71 | 4       | 10    |
| 4    | Freddie Spencer     | Honda  | 33.08.62 | 1       | 8     |
| 5    | Raymond Roche       | Honda  | 33.18.26 | 5       | 6     |
| 6    | Franco Uncini       | Suzuki | 33.19.20 | 7       | 5     |
| 7    | Randy Mamola        | Suzuki | 33.21.04 | 11      | 4     |
| 8    | Marc Fontan         | Yamaha | 33.21.22 | 13      | 3     |
| 9    | Eddie Lawson        | Yamaha | 33.32.27 | 3       | 2     |
| 10   | Boet van Dulmen     | Suzuki | 33.32.85 | 12      | 1     |
| 11   | Jack Middelburg     | Honda  | 33.38.03 | 6       |       |
| 12   | Leandro Becheroni   | Suzuki | 33.55.23 | 18      |       |
| 13   | Giovanni Pelletier  | Honda  | 33.58.46 | 21      |       |
| 14   | Walter Migliorati   | Suzuki | 34.16.34 | 15      |       |
| 15   | Peter Sjöström      | Suzuki | 34.19.83 | 22      |       |
| 16   | Gustav Reiner       | Suzuki | 34.20.90 | 19      |       |
| 17   | Keith Huewen        | Suzuki | 34.31.02 | 25      |       |
| 18   | Steve Parrish       | Yamaha | 34.34.11 | 20      |       |
| 19   | Ernst Gschwender    | Suzuki | 34.44.10 | 29      |       |
| 20   | Walter Hoffmann     | Suzuki | 34.44.55 | 33      |       |
| 21   | Wolfgang von Muralt | Suzuki | 35.03.80 | 23      |       |
| 22   | Fabio Biliotti      | Honda  | 35.07.92 | 27      |       |
| 23   | Philippe Coulon     | Suzuki | 35.10.20 | 14      |       |
| 24   | Henk de Vries       | Suzuki | 35.15.20 | 31      |       |
| 25   | Chris Guy           | Suzuki | 35.17.99 | 28      |       |
| 26   | Dave Dean           | Yamaha | 35.24.98 | 42      |       |
| 27   | Wolfgang Schwarz    | Suzuki | 35.27.32 | 38      |       |
| 28   | Corrado Tuzii       | Honda  | 35.28.36 | 45      |       |
| 29   | Paolo Ferretti      | Suzuki | 36.03.61 | 26      |       |
| 30   | Stu Avant           | Suzuki | 1 giro   | 34      |       |
| 31   | Marco Greco         | Suzuki | 1 giro   | 43      |       |
| 32   | Alain Röthlisberger | Yamaha | 1 giro   | 35      |       |
| 33   | Peter Huber         | Suzuki | 1 giro   | 44      |       |
| 34   | Dennis Ireland      | Suzuki | 1 giro   | 37      |       |
| 35   | Dieter Klopfer      | Diko   | 2 giri   | 47      |       |

### Ritirati
| Pilota               | Moto   | Motivo | Griglia |
| -------------------- | ------ | ------ | ------- |
| Ron Haslam           | Honda  |        | 9       |
| Sergio Pellandini    | Suzuki |        | 10      |
| Virginio Ferrari     | Cagiva |        | 16      |
| Barry Sheene         | Suzuki |        | 17      |
| Klaus Klein          | Suzuki |        | 30      |
| Jean Lafond          | Suzuki |        | 32      |
| Andreas Hofmann      | Suzuki |        | 24      |
| Steve Williams       | Yamaha |        | 36      |
| Alfons Ammerschläger | Suzuki |        | 39      |
| Franz Kaserer        | Suzuki |        | 41      |
| Børge Nielsen        | Suzuki |        | 41      |
| Gerhard Treusch      | Suzuki |        | 46      |

## Classe 250
Nella quarto di litro, dopo aver ottenuto anche il giro più veloce, si è imposto il venezuelano Carlos Lavado, al secondo successo consecutivo, davanti al francese Patrick Fernandez e al belga Didier de Radiguès. La classifica provvisoria del campionato vede Lavado che ha sopravanzato de Radigués.
Anche questa gara è stata molto disturbata dalla pioggia, tanto è vero che è stata interrotta al quarto giro a causa di un violento acquazzone ed è stata ripresa in un secondo tempo.

### Arrivati al traguardo
| Pos. | Pilota               | Moto       | Tempo    | Griglia | Punti |
| ---- | -------------------- | ---------- | -------- | ------- | ----- |
| 1    | Carlos Lavado        | Yamaha     | 36.55.62 | 8       | 15    |
| 2    | Patrick Fernandez    | Bartol     | 37.15.84 | 5       | 12    |
| 3    | Didier de Radiguès   | Chevallier | 37.19.64 | 6       | 10    |
| 4    | Bruno Lüscher        | Yamaha     | 37.23.00 | 25      | 8     |
| 5    | Reinhold Roth        | Yamaha     | 37.27.16 | 4       | 6     |
| 6    | Roland Freymond      | Armstrong  | 37.27.33 | 12      | 5     |
| 7    | Christian Sarron     | Yamaha     | 37.37.06 | 19      | 4     |
| 8    | Jean-François Baldé  | Chevallier | 37.37.26 | 3       | 3     |
| 9    | Sito Pons            | Kobas      | 37.38.65 | 32      | 2     |
| 10   | Bernard Fau          | Yamaha     | 38.06.38 | 30      | 1     |
| 11   | Carlos Cardús        | Rotax      | 38.06.60 | 13      |       |
| 12   | Hervé Guilleux       | Kawasaki   | 38.16.86 | 16      |       |
| 13   | Alan Carter          | Yamaha     | 38.17.10 | 18      |       |
| 14   | Jean-Louis Tournadre | Yamaha     | 38.22.45 | 31      |       |
| 15   | Jürgen Schmid        | Yamaha     | 38.22.74 | 34      |       |
| 16   | Karl-Thomas Grässel  | Yamaha     | 38.24.61 | 2       |       |
| 17   | Massimo Matteoni     | Yamaha     | 38.24.84 | 11      |       |
| 18   | Tony Head            | Armstrong  | 38.25.24 | 27      |       |
| 19   | Harald Eckl          | Yamaha     | 38.25.26 | 35      |       |
| 20   | Edwin Weibel         | Yamaha     | 38.26.17 | 40      |       |
| 21   | Thierry Rapicault    | Yamaha     | 38.32.49 | 23      |       |
| 22   | Kiyotaka Sakai       | Yamaha     | 38.42.24 | 44      |       |
| 23   | Stefan Förtsch       | Yamaha     | 38.43.41 | 47      |       |
| 24   | Tadasu Ikeda         | Yamaha     | 39.05.80 | 39      |       |
| 25   | Donnie McLeod        | Yamaha     | 39.42.76 | 28      |       |
| 26   | Mar Schouten         | MBA        | 40.10.96 | 41      |       |
| 27   | Peter Looijesteijn   | Waddon     | 1 giro   | 42      |       |
| 28   | Gabriel Gabria       | Yamaha     | 1 giro   | 37      |       |
| 29   | Jean-Michel Mattioli | Yamaha     | 1 giro   | 29      |       |

### Ritirati
| Pilota                 | Moto       | Motivo | Griglia |
| ---------------------- | ---------- | ------ | ------- |
| Jacques Cornu          | Yamaha     |        | 1       |
| Martin Wimmer          | Yamaha     |        | 7       |
| Thierry Espié          | Chevallier |        | 9       |
| Manfred Herweh         | Real       |        | 10      |
| Ivan Palazzese         | Yamaha     |        | 14      |
| Christian Estrosi      | Pernod     |        | 15      |
| Donnie Robinson        | Yamaha     |        | 17      |
| Guy Bertin             | MBA        |        | 20      |
| Graham Young           | Waddon     |        | 21      |
| Jean-Louis Guignabodet | Rotax      |        | 24      |
| Jean-Marc Toffolo      | Rotax      |        | 24      |
| Ángel Nieto            | Yamaha     |        | 26      |
| Paolo Ferretti         | Yamaha     |        | 33      |
| Michel Simeon          | Yamaha     |        | 36      |
| Jacques Bolle          | Go-West    |        | 38      |
| René Delaby            | Armstrong  |        | 43      |
| Constant Pittet        | Yamaha     |        | 45      |
| Stefan Klabacher       | Rotax      |        | 46      |
| Elgh Bengt             | MBA        |        | 48      |
| Roger Sibille          | Yamaha     |        | 49      |
| Massimo Broccoli       | Yamaha     |        | 50      |

## Classe 125
Secondo successo stagionale consecutivo per il pilota spagnolo Ángel Nieto (campione mondiale in carica) che capeggia anche la classifica provvisoria del campionato, precedendo l'italiano Eugenio Lazzarini, giunto secondo anche in questa prova. Al terzo posto sul podio di questa gara l'altro italiano Pier Paolo Bianchi.

### Arrivati al traguardo
| Pos. | Pilota               | Moto       | Tempo    | Griglia | Punti |
| ---- | -------------------- | ---------- | -------- | ------- | ----- |
| 1    | Ángel Nieto          | Garelli    | 34.52.57 | 2       | 15    |
| 2    | Eugenio Lazzarini    | Garelli    | 34.56.20 | 1       | 12    |
| 3    | Pier Paolo Bianchi   | Sanvenero  | 35.00.15 | 3       | 10    |
| 4    | Bruno Kneubühler     | MBA        | 35.06.22 | 10      | 8     |
| 5    | Maurizio Vitali      | MBA        | 35.13.14 | 12      | 6     |
| 6    | Fausto Gresini       | MBA        | 35.15.58 | 13      | 5     |
| 7    | Hans Müller          | MBA        | 35.18.96 | 9       | 4     |
| 8    | Gerhard Waibel       | MBA        | 35.28.39 | 6       | 3     |
| 9    | Lucio Pietroniro     | MBA        | 35.35.17 | 17      | 2     |
| 10   | Stefano Caracchi     | MBA        | 35.36.29 | 24      | 1     |
| 11   | Miguel Gonzales      | MBA        | 35.38.21 | 7       |       |
| 12   | Stefan Dörflinger    | MBA        | 35.39.45 | 18      |       |
| 13   | Johnny Wickström     | MBA        | 35.39.68 | 23      |       |
| 14   | Henk van Kessel      | MBA        | 35.46.51 | 15      |       |
| 15   | Pierluigi Aldrovandi | MBA        | 35.52.00 | 14      |       |
| 16   | Ivan Troisi          | MBA        | 36.10.02 | 25      |       |
| 17   | Libero Piccirillo    | MBA        | 36.10.02 | 20      |       |
| 18   | Paul Bordes          | MBA        | 36.13.23 | 11      |       |
| 19   | Jean-Claude Selini   | MBA        | 36.34.76 | 8       |       |
| 20   | Willi Hupperich      | MBA        | 36.35.86 | 26      |       |
| 21   | Anton Straver        | MBA        | 36.47.61 | 28      |       |
| 22   | Bady Hassaine        | MBA        | 36.47.82 | 35      |       |
| 23   | Peter Sommer         | MBA        | 36.48.01 | 29      |       |
| 24   | Per-Edvard Carlsson  | MBA        | 36.57.16 | 38      |       |
| 25   | Helmut Lichtenberg   | MBA        | 37.03.79 | 40      |       |
| 26   | Jacky Hutteau        | MBA        | 37.08.62 | 34      |       |
| 27   | Bernd Lauermann      | Morbidelli | 37.17.25 | 39      |       |
| 28   | Giuseppe Ascareggi   | MBA        | 37.20.94 | 37      |       |
| 29   | Willy Pérez          | MBA        | 37.36.67 | 21      |       |
| 30   | Elfenheimer          | MBA        | 1 giro   | 45      |       |
| 31   | Andrés Sánchez       | MBA        | 1 giro   | 41      |       |
| 32   | Thomas Weickardt     | MBA        | 1 giro   | 44      |       |
| 33   | Thomas Pedersen      | MBA        | 1 giro   | 47      |       |
| 34   | Chris Baert          | MBA        | 1 giro   | 43      |       |
| 35   | Reinhard Koberstein  | MBA        | 1 giro   | 46      |       |
| 36   | Chris Leah           | MBA        | 1 giro   | 50      |       |

### Ritirati
| Pilota           | Moto      | Motivo | Griglia |
| ---------------- | --------- | ------ | ------- |
| August Auinger   | MBA       |        | 4       |
| Ricardo Tormo    | MBA       |        | 5       |
| Olivier Liegeois | Sanvenero |        | 27      |
| Hans Spaan       | MBA       |        | 16      |
| Rolf Rüttimann   | MBA       |        | 19      |
| Erich Klein      | MBA       |        | 22      |
| Alfred Waibel    | Real      |        | 30      |
| Norbert Peschke  | MBA       |        | 31      |
| Esa Kytölä       | MBA       |        | 32      |
| Janez Pintar     | MBA       |        | 36      |
| Hubert Abold     | Bender    |        | 36      |
| Jan Bäckström    | MBA       |        | 42      |
| Hagen Klein      | FKN       |        | 48      |
| Pete Wild        | MBA       |        | 49      |

## Classe 50
Per la classe di minor cilindrata del mondiale si è trattato della terza presenza e la vittoria, seconda stagionale, è stata dello svizzero Stefan Dörflinger che ha preceduto l'italiano Eugenio Lazzarini e il tedesco Gerhard Bauer.
Nella classifica del campionato è in testa Lazzarini che precede Dörflinger.

### Arrivati al traguardo
| Pos. | Pilota              | Moto      | Tempo    | Griglia | Punti |
| ---- | ------------------- | --------- | -------- | ------- | ----- |
| 1    | Stefan Dörflinger   | Kreidler  | 28.32.36 | 1       | 15    |
| 2    | Eugenio Lazzarini   | Garelli   | 28.32.74 | 2       | 12    |
| 3    | Gerhard Bauer       | Ziegler   | 29.20.56 | 5       | 10    |
| 4    | George Looijesteijn | Kreidler  | 29.31.30 | 6       | 8     |
| 5    | Rainer Kunz         | FKN       | 29.31.67 | 11      | 6     |
| 6    | Hans Spaan          | Kreidler  | 29.31.99 | 7       | 5     |
| 7    | Hagen Klein         | FKN       | 29.32.53 | 4       | 4     |
| 8    | Ingo Emmerich       | Kreidler  | 29.33.73 | 16      | 3     |
| 9    | Gerhard Singer      | Kreidler  | 29.47.29 | 12      | 2     |
| 10   | Theo Timmer         | Casal     | 29.47.29 | 8       | 1     |
| 11   | Otto Machinek       | Kreidler  | 30.25.04 | 13      |       |
| 12   | Jos van Dongen      | Kreidler  | 30.27.25 | 24      |       |
| 13   | Paul Bordes         | Moto 2L   | 30.27.46 | 20      |       |
| 14   | Ramon Gali          | Kreidler  | 30.27.67 | 28      |       |
| 15   | Hans Koopman        | Kreidler  | 30.36.93 | 22      |       |
| 16   | Chris Baert         | Kreidler  | 30.38.59 | 19      |       |
| 17   | Massimo de Lorenzi  | Minarelli | 30.38.76 | 15      |       |
| 18   | Thomas Engl         | Kreidler  | 30.52.09 | 29      |       |
| 19   | Peter Verbic        | Kreidler  | 30.52.54 | 18      |       |
| 20   | Yves Le Toumelin    | TYL       | 31.12.63 | 26      |       |
| 21   | Günter Schirnhofer  | Kreidler  | 31.13.40 | 23      |       |
| 22   | Kasimir Rapczynski  | Kreidler  | 1 giro   | 27      |       |
| 23   | Ian McConnachie     | Rudge     | 1 giro   | 36      |       |
| 24   | Stefan Danielsson   | Kreidler  | 1 giro   | 30      |       |
| 25   | Mika-Sakari Komu    | Kreidler  | 1 giro   | 31      |       |
| 26   | Klaus Kull          | KKS       | 1 giro   | 39      |       |
| 27   | Stefan Kurfiss      | Kreidler  | 1 giro   | 33      |       |
| 28   | Bruno Treitlein     | Kawadrom  | 1 giro   | 37      |       |
| 29   | Massimo Fargeri     | Kreidler  | 1 giro   | 35      |       |
| 30   | Hans-Jürgen Hummel  | Sachs     | 1 giro   | 9       |       |
| 31   | Spencer Crabbe      | MBA       | 2 giri   | 41      |       |
| 32   | Inge Arends         | Schuster  | 3 giri   | 38      |       |

### Ritirati
| Pilota              | Moto       | Motivo | Griglia |
| ------------------- | ---------- | ------ | ------- |
| Claudio Lusuardi    | Moto Villa |        | 3       |
| Paul Rimmelzwaan    | Kreidler   |        | 10      |
| Rainer Scheidhauer  | Kreidler   |        | 14      |
| Joaquin Gali        | Bultaco    |        | 17      |
| Zdravko Matulja     | Tomos      |        | 21      |
| Franz Ungar         | Kreidler   |        | 25      |
| Reiner Koster       | Kroto      |        | 32      |
| Hans-Joachim Ritter | Kreidler   |        | 34      |

## Classe sidecar
La seconda gara stagionale dei sidecar, disputata sotto la pioggia, è vinta dall'equipaggio olandese Egbert Streuer-Bernard Schnieders. La corsa era stata però dominata da Rolf Biland-Kurt Waltisperg, partiti in pole e autori del giro più veloce, ma costretti al ritiro all'ultima tornata da una rottura del motore, quando avevano 18 secondi di vantaggio su Streuer. Problemi affliggono anche i campioni in carica Werner Schwärzel-Andreas Huber, che avevano lottato con lo stesso Streuer per la seconda piazza; alla fine sul podio salgono Alain Michel-Claude Monchaud e Derek Jones-Brian Ayres.
La classifica dopo due gare è molto corta, con Biland e Streuer a 15 punti (una vittoria e un ritiro), Mick Barton e Michel a 12, Hermann Huber a 11.

### Arrivati al traguardo (posizioni a punti)[5]
| Pos | Pilota         | Passeggero         | Moto          | Tempo    | Punti |
| --- | -------------- | ------------------ | ------------- | -------- | ----- |
| 1   | Egbert Streuer | Bernard Schnieders | LCR-Yamaha    | 36'09"21 | 15    |
| 2   | Alain Michel   | Claude Monchaud    | LCR-Yamaha    | 36'17"33 | 12    |
| 3   | Derek Jones    | Brian Ayres        | LCR-Yamaha    | 36'53"86 | 10    |
| 4   | Trevor Ireson  | Ashley Wooller     | Ireson-Yamaha | 37'04"75 | 8     |
| 5   | Frank Wrathall | Phil Spendlove     | Seymaz-Yamaha | 37'15"15 | 6     |
| 6   | Hermann Huber  | Wolfgang Möckel    | LCR-Yamaha    | 37'22"17 | 5     |
| 7   | Hein van Drie  | Willem van Dis     | LCR-Yamaha    |          | 4     |
| 8   | Egon Schons    | Eckart Rösinger    | Busch-Yamaha  |          | 3     |
| 9   | Masato Kumano  | Kunio Takeshima    | LCR-Yamaha    |          | 2     |
| 10  | Steve Abbott   | Donnie Williams    | Seymaz-Yamaha |          | 1     |